# Heliophobus roseosignata
Heliophobus roseosignata là một loài bướm đêm trong họ Noctuidae.